# Middle-earth: Shadow of Mordor
Middle-earth: Shadow of Mordor («Средиземье: Тени Мордора») — компьютерная игра в жанре Action/RPG, разработанная Monolith Productions и изданная Warner Bros. Interactive Entertainment. Игра была выпущена на Windows, Xbox One и PlayStation 4 30 сентября 2014 года, а на платформы Xbox 360 и PlayStation 3 выход состоялся только 18 ноября 2014 года.

## Игровой процесс
Главный герой игры — Талион, чью семью убили, а потом и его самого принесли в жертву приспешники Саурона, чтобы призвать дух Келебримбора, создателя Колец Власти, из мира призраков. Однако именно благодаря духу эльфа Талион был воскрешён, получил особые способности и теперь направляется в Мордор.
Главный враг Талиона — Саурон, а именно — чёрные полководцы: Чёрная Рука, Башня и Молот. Помимо основной сюжетной линии существуют дополнительные миссии, позволяющие повысить опыт или приобрести полезные навыки. Кроме всего этого, важной частью игры является выслеживание и убийство уруков-капитанов, а позже — их клеймление (подчинение разума).
История не является каноничной по отношению к «Властелину колец», но имеет общие моменты с оригинальными произведениями Толкина. Так, игрок встречается с Голлумом, с которым, как выясняется позже, имеет много общего, включая раздвоение личности и связь с миром духов.

### Система Nemesis
Главной особенностью игры является система Nemesis, генерирующая уникальных уруков с индивидуальными особенностями и отношениями с главным героем. Так, рядовой противник убивший Талиона получал повышение до капитана, а вместе с тем система Nemesis наделяла его именем, предпочтениями и страхами и во время следующий встречи с главным героем, противник обязательно «припомнит» детали предыдущих встреч.
Позже Warner Bros. Interactive Entertainment запатентовала систему Nemesis, запретив другим разработчикам использовать похожие функции в своих играх, чем вызвала критику у игроков. Однако многие рецензенты отмечали схожесть между системой Nemesis и системой наемников из Assassin’s Creed Odyssey.

## Предыстория
За 3000 лет до описанных событий Саурон под личиной Аннатара, Подателя Даров, обманом заставил эльфа Келебримбора создать Кольца Власти. Позже Саурон создаёт Единое Кольцо, способное подчинить себе все другие. Узнав, кто скрывается под ликом Аннатара и каковы его намерения, Келебримбор сбегает. Однако Тёмному Властелину удаётся захватить Келебримбора. Он привёл его в Расщелину Судьбы Ородруина, чтобы мастер-кузнец довёл Кольцо до совершенства. Келебримбор сделал то, о чём его просили, выгравировав на Кольце знаменитые надписи и дав ему силу делать невидимым того, кто его носит. Однако в тайне от Саурона он наделил Кольцо собственной волей, чем непременно воспользовался, украл Кольцо и вновь сбежал. Келебримбор вернулся в Мордор с огромной армией эльфов и орков, чтобы освободить свою семью. Однако он не учёл, что Кольцо крепко связано с Сауроном, и в разгар битвы оно вернулось к своему прежнему хозяину. Последнее, что увидел Келебримбор, это смерть своей семьи от рук Саурона, а после Аннатар забил Келебримбора некогда подаренным им же кузнечным молотом.

## Сюжет
Талион является командиром гарнизона в Моранноне. Он счастливо живёт со своей женой Иорет и воспитывает сына Дираэля. Однажды дождливой ночью гарнизон был атакован урук-хаями во главе с тремя Чёрными Полководцами армии Саурона: Молотом Саурона, Башней Саурона и их предводителем — Чёрной Рукой Саурона. Талион, его жена и сын были захвачены и ритуально принесены в жертву Чёрной Рукой в попытке вселить в себя дух Келебримбора. Однако Келебримбор вселяется в Талиона, спасая его от гибели (неясно, жив на самом деле Талион или нет — постоянно упоминается, что он «более не принадлежит этому миру»). Талион желает только одного — отправиться в загробный мир, чтобы встретиться с женой и сыном. Келебримбор сообщает ему, что проклятие Чёрной Руки не даст умереть им обоим окончательно, и единственный способ избавиться от него — убить Чёрную Руку Саурона. Человек и Дух объёдиняются, чтобы нести свою месть через весь Мордор.
Келебримбор, пребывая 3000 лет в виде духа, лишился памяти и не помнит даже своего имени. В течение своих путешествий Талион и Келебримбор несколько раз встречаются с Голлумом, который видит и говорит с Келебримбором, называя его «светлым господином». Это вызвано тем, что оба они имеют крепкую связь с Кольцом Всевластия. Надеясь таким образом вернуть «свою прелесть», Голлум ведёт путешественников к различным артефактам, которые по крупицам восстанавливают память Духа и даруют главному герою новые способности.
В поисках Чёрной Руки Талион находит союзника в лице Хиргона, следопыта-дезертира, который возглавляет «изгоев», потомков преступников, сосланных на строительство Чёрных Врат. Ещё одним неожиданным союзником становится Крысарий Трус — орк, который обещал привести Талиона поближе к Чёрным Полководцам в обмен на продвижение в военной иерархии. Талион помогает Крысарию продвинуться по карьерной лестнице до вождя, убивая его конкурентов, а также оказывает помощь Хиргону в освобождении «изгоев», порабощённых Сауроном, в том числе Эрин, жены Хиргона, из-за которой он и дезертировал. В конечном счёте изгои уничтожают статую, возведённую в честь Саурона. Этот акт восстания должен был привлечь Чёрную Руку, но вместо него появляется Молот Саурона, который убивает Крысария, а после погибает от рук Талиона.
После этого Талион отправляется в Нурн — королевство морских пиратов, расположенное на юге Мордора, — вместе с Литариэль, приёмной дочерью Королевы Марвен. Марвен, старая больная колдунья, предлагает свою помощь в борьбе с Чёрными Полководцами. Она советует им использовать силу Келебримбора как «Светлого Господина», чтобы взять под контроль армию орков и обратить их против Саурона. Талион до последнего момента не понимает, что Марвен одержима волшебником Саруманом, Главой Белого Совета Истари, который хотел раньше Чёрной Руки принести Дух Мастера-Кузнеца своему «новому хозяину», но Литариэль по указанию Талиона разбивает посох Марвен, разорвав связь с колдуном. Королева Нурна из старухи превращается в привлекательную женщину средних лет. Талион доводит дело до конца: подчиняет себе оставшихся владык орков и ведёт их на Эред-Гламот. Там он вступает в схватку с Башней Саурона, который пытается одолеть его магией иллюзий, но Талион побеждает его, жестоко изрезав Ахарном, обломком меча Дираэля, который он использует как кинжал. Ещё до поединка с Башней тот успевает рассказать Талиону, что на самом деле его проклятием является сам Келебримбор, который может покинуть тело Талиона в любой момент. В любом случае, Талион не готов уходить так скоро и в дальнейшем он не поднимает эту тему в разговорах с Келебримбором (вероятно, сперва Келебримбор не знал, почему он снова в мире живых, а после им завладело желание свершить месть над Сауроном).
Талион возвращается туда, где все началось: к Чёрным Вратам. Там он собирает верных ему орков и даёт бой армии Чёрной Руки и его Пяти Когтям — специально отбираемым урукам, беспрекословно подчиняющимся Чёрной Руке. Однако Чёрная Рука пользуется моментом и отделяет Келебримбора от Талиона, убивая себя — также, как он призвал Келебримбора. Талион захлёбывается в собственной крови, так как Дух больше не может держать его рану на шее закрытой, а Саурон материализуется в теле Чёрной Руки, получив силу Создателя Колец. Саурон нападает на Талиона. В последний момент Келебримбору удаётся захватить руку Саурона, остановив его, а Талион наконец свершает месть за свою семью. Саурон возвращается духом обратно в Барад-Дур, но «механизм запущен», о чём говорит мощное извержение Ородруина, накрывшее весь Мордор толстыми облаками пепла с красным заревом от огня Роковой Горы. Келебримбор предлагает Талиону покинуть Средиземье и уйти к «Ближнему берегу» (загробный мир), но Талион возражает, спрашивая будет ли дух Келебримбора спокоен в Землях Бессмертных, если они уйдут, «зная, что мог остановить это, но не попытался?», при этом у Талиона появляется на руке чёрная метка, которую он не показал призраку. Келебримбор исчезает во время вспышки от Ородруина, а сам Талион, чьи глаза горят огнём, как у Аннатара, говорит, что «пришло время нового Кольца».

## Продолжение
Заявлено продолжение Middle-earth: Shadow of War, в котором Талион вместе с Келебримбором собираются использовать одно из Колец Власти, чтобы бросить вызов Саурону и Назгулам. Выход игры состоялся 10 октября 2017 года.

## Главные герои
- Талион (от синд. thalion — «сильный», «стойкий»[8]) — главный герой. Талион погибает вместе со своей семьёй при нападении орков. Впоследствии, Талиона воскрешает дух Келебримбора (кузнец Колец Власти), чтобы отомстить Тёмному Властелину.
- Келебримбор — эльф, великий кузнец и мастер-ювелир Эрегиона. Однажды, в его кузницу пришёл Саурон, притворившийся эльфом под именем Аннатар, и попросил Келебримбора выковать Кольца Власти. Саурон же в тайне создал Кольцо Всевластья, и с помощью кузнеца обрёл контроль над остальными Кольцами. Келебримбор успел спрятать Гномьи и Эльфийские Кольца. Не желая мириться с этим, Саурон заточил Келебримбора в крепость Барад-Дур и пытал его, выведав только про 7 гномьих колец, убил упрямого эльфа. По сюжету игры, дух Келебримбора воскресит Талиона и вселится в его тело. Все ради того, чтобы отомстить Саурону. Также является главным героем в дополнении The Bright Lord.
- Саурон — он же Тёмный Властелин. Воплощение — Чёрная Рука. Имеет при себе очень много помощников, главные из которых Молот и Башня.
- Голлум — изначально хоббит, которого изуродовало Кольцо Всевластия. Голлум помогает Талиону отыскать артефакты, благодаря которым Келебримбор возвращает утраченные воспоминания.

## Разработка
В августе 2013 сотрудник из Monolith Productions сообщил, что компания работает над игрой ААА класса. 12 ноября 2013, была объявлено, что игра, над которой они работали, называется Middle-earth: Shadow of Mordor. Команда Monolith Productions работает с Middle-earth Enterprises, Питером Джексоном и сотрудниками из Weta Workshop, дабы все произведения были согласованы. Сценарий для игры пишет Кристиан Кантамесса, который был ведущим сценаристом и дизайнером в компании Rockstar Games для игр Manhunt и Red Dead Redemption.
В феврале 2014, Monolith Productions объявила, что некоторые характеристики системы «Немезис» не будут присутствовать на платформах PlayStation 3 и Xbox 360, так как разработчик сфокусировали внимание на платформах следующего поколения.
В марте 2015 было объявлено о разработке Linux-версии.

## Награды и рецензии
| Сводный рейтинг       | Сводный рейтинг                           |
| Агрегатор             | Оценка                                    |
| --------------------- | ----------------------------------------- |
| GameRankings          | 86,55 % (PS4) 85,82 % (XONE)              |
| Metacritic            | 84/100 (PC) 84/100 (PS4) 87/100 (XboxOne) |
| Русскоязычные издания |                                           |
| Издание               | Оценка                                    |
| PlayGround.ru         | 8/10                                      |
| Riot Pixels           | 70 %                                      |

Игра получила преимущественно положительные отзывы.
Middle-earth: Shadow of Mordor получила премию BAFTA в области игр 2015 года в номинации «Game Design».
Летом 2018 года, благодаря уязвимости в защите Steam Web API, стало известно, что точное количество пользователей сервиса Steam, которые играли в игру хотя бы один раз, составляет 4 468 234 человека.